# Akermes cordiae
Akermes cordiae är en insektsart som beskrevs av Morrison 1929. Akermes cordiae ingår i släktet Akermes och familjen skålsköldlöss.
Artens utbredningsområde är Panama. Inga underarter finns listade i Catalogue of Life.